# Strobilanthes carnatica
Strobilanthes carnatica är en akantusväxtart som beskrevs av Carine, J.M.Alexander och Scotland. Strobilanthes carnatica ingår i släktet Strobilanthes och familjen akantusväxter. Inga underarter finns listade i Catalogue of Life.